# Trzebina (Opole)
Pour les articles homonymes, voir Trzebina.
Trzebina est une localité polonaise du gmina de Lubrza, située dans le powiat de Prudnik en voïvodie d'Opole.

## Histoire
De 1743 à 1945, Kunzendorf fait partie de l'arrondissement de Neustadt-en-Haute-Silésie dans la district d'Oppeln au sein de la province de Silésie.